# Сортування Діріхле
Сортування Діріхле — це алгоритм сортування, який підходить для сортування списків елементів, де кількість елементів (n) і довжина діапазону можливих значень ключів (N) приблизно однакові. Це вимагає O(n+N) часу. Він подібний до сортування підрахунком, але відрізняється тим, що він переміщує елементи двічі: один раз в масив відрахувань, а в другий раз до кінцевого масиву, оскільки сортування підрахунком створює допоміжний масив для обчислення кінцевого місця кожного елемента і його переміщення.
Алгоритм працює таким чином:
1. Враховуючи масив значень, що підлягають сортуванню, створюється допоміжний масив спочатку порожніх значень, один прохід для кожного ключа через діапазон вихідного масиву.
2. Переходячи до початкового масиву, кожне значення кладеться в комірку, що відповідає його ключу, таким чином, щоб кожна комірка згодом містила список всіх значень з цим ключем.
3. Послідовно переставляється матриця з наведених елементів, і елементи кладуться з непустого вузла назад у вихідний масив.

## Приклад
Відсортуємо ці пари значень за першим елементом:
- (5, «привіт»)
- (3, «пиріг»)
- (8, «яблуко»)
- (5, «король»)

Для кожного значення між 3 і 8 ми встановлюємо комірку, а потім переміщуємо кожен елемент у його комірку:
- 3: (3, «пиріг»)
- 4:
- 5: (5, «привіт»), (5, «король»)
- 6:
- 7:
- 8: (8, «яблуко»)

Потім матриця повторюється, а елементи повертаються до початкового списку.
Різниця між сортуванням Діріхле і сортуванням підрахунком полягає в тому, що в сортуванні підрахунку допоміжний масив не містить списків вхідних елементів, тільки підраховує:
- 3: 1
- 4: 0
- 5: 2
- 6: 0
- 7: 0
- 8: 1

Використовуючи цю інформацію, можна було б виконати серію обмінів на вхідному масиві, які б поклали його в порядок, переміщаючи елементи тільки один раз.
Для масивів, де N значно перевищує n, сортування комірками є узагальненням, яке є більш ефективним у просторі та часі.

## Реалізації Python та Golang
Python
```
def
 
pigeonhole_sort
(
a
):

	
mi
 
=
 
min
(
a
)

	
size
 
=
 
max
(
a
)
 
-
 
mi
 
+
 
1

	
holes
 
=
 
[
0
]
 
*
 
size

	
for
 
x
 
in
 
a
:

		
holes
[
x
 
-
 
mi
]
 
+=
 
1

	
i
 
=
 
0

	
for
 
count
 
in
 
xrange
(
size
):

		
while
 
holes
[
count
]
 
>
 
0
:

			
holes
[
count
]
 
-=
 
1

			
a
[
i
]
 
=
 
count
 
+
 
mi

			
i
 
+=
 
1

```

Golang
```
type
 
Pair
 
struct
 
{

	
Key
 
int

	
Value
 
string

}

type
 
KeyValueArray
 
[]
Pair

func
 
(
a
 
KeyValueArray
)
 
MinKey
()
 
int
 
{

	
if
 
len
(
a
)
 
<=
 
0
{

		
return
 
0

	
}

	
min
 
:=
 
a
[
0
].
Key

	
for
 
_
,
 
v
 
:=
 
range
 
a
 
{

		
if
 
min
 
>
 
v
.
Key
 
{

			
min
 
=
 
v
.
Key

		
}

	
}

	
return
 
min

}

func
 
(
a
 
KeyValueArray
)
 
MaxKey
()
 
int
 
{

	
if
 
len
(
a
)
 
<=
 
0
{

		
return
 
0

	
}

	
max
 
:=
 
a
[
0
].
Key

	
for
 
_
,
 
v
 
:=
 
range
 
a
 
{

		
if
 
max
 
<
 
v
.
Key
 
{

			
max
 
=
 
v
.
Key

		
}

	
}

	
return
 
max

}

func
 
(
a
 
KeyValueArray
)
 
pigeonHoleSort
()
 
[]
int
{

	
mi
 
:=
 
a
.
MinKey
()

	
size
 
:=
 
a
.
MaxKey
()
 
-
 
mi
 
+
 
1

	
aux
 
:=
 
make
([]
int
,
 
len
(
a
))

	
holes
 
:=
 
make
([]
int
,
 
size
)

	
for
 
_
,
 
pair
 
:=
 
range
 
a
 
{

		
holes
[
pair
.
Key
 
-
 
mi
]
 
+=
 
1

	
}

	
i
 
:=
 
0

	
for
 
count
 
:=
 
0
;
 
count
 
<
 
size
;
 
count
++
 
{

		
for
 
holes
[
count
]
 
>
 
0
 
{

			
holes
[
count
]
 
-=
 
1

			
aux
[
i
]
 
=
 
count
 
+
 
mi

			
i
 
+=
 
1

		
}

	
}

	
return
 
aux

}

func
 
main
()
 
{

	
arr
 
:=
 
[]
Pair
{

		
{
5
,
 
"hello"
},

		
{
3
,
 
"pie"
},

		
{
8
,
 
"apple"
},

		
{
5
,
 
"king"
},

	
}

	
kvArr
 
:=
 
KeyValueArray
(
arr
)

	
fmt
.
Println
(
kvArr
.
pigeonHoleSort
())

}

```